# Đường Thượng Alpen Großglockner
Đường Thượng Alpen Großglockner (thông thường cũng được là Glocknerstraße  là đường núi nối liền 2 bang nước Áo Salzburg và Kärnten. Nó bắt đầu từ Bruck an der Großglocknerstraße chạy qua 2 đường đèo Fuscher Törl và Hochtor (đường hầm 2.504 m (AA), độ cao đường đèo lịch sử 2.576 m trên mực nước biển (AA)) dẫn tới Heiligenblut am Großglockner có chẻ nhánh tới Edelweißspitze và Kaiser-Franz-Josefs-Höhe. Nó là con đường đèo kiên cố cao nhất tại nước Áo.
Đường Thượng Alpen Großglockner chủ yếu có tầm quan trọng cho khách du lịch tham quan cảnh núi và có thu phí đối với các phương tiện cơ giới.

## Hình ảnh

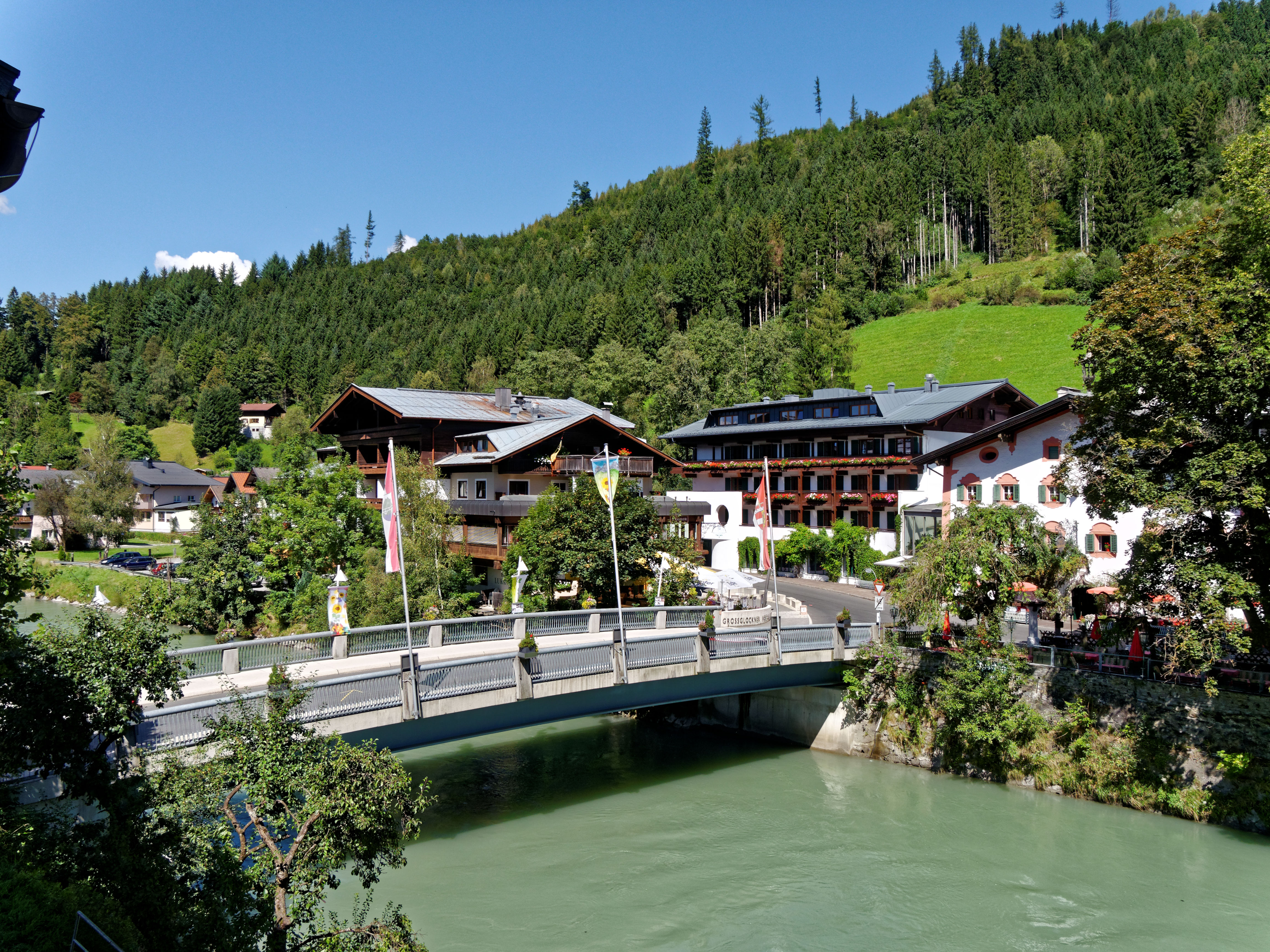
Cầu Glocknerbrücke nơi khởi đầu ở Bruck
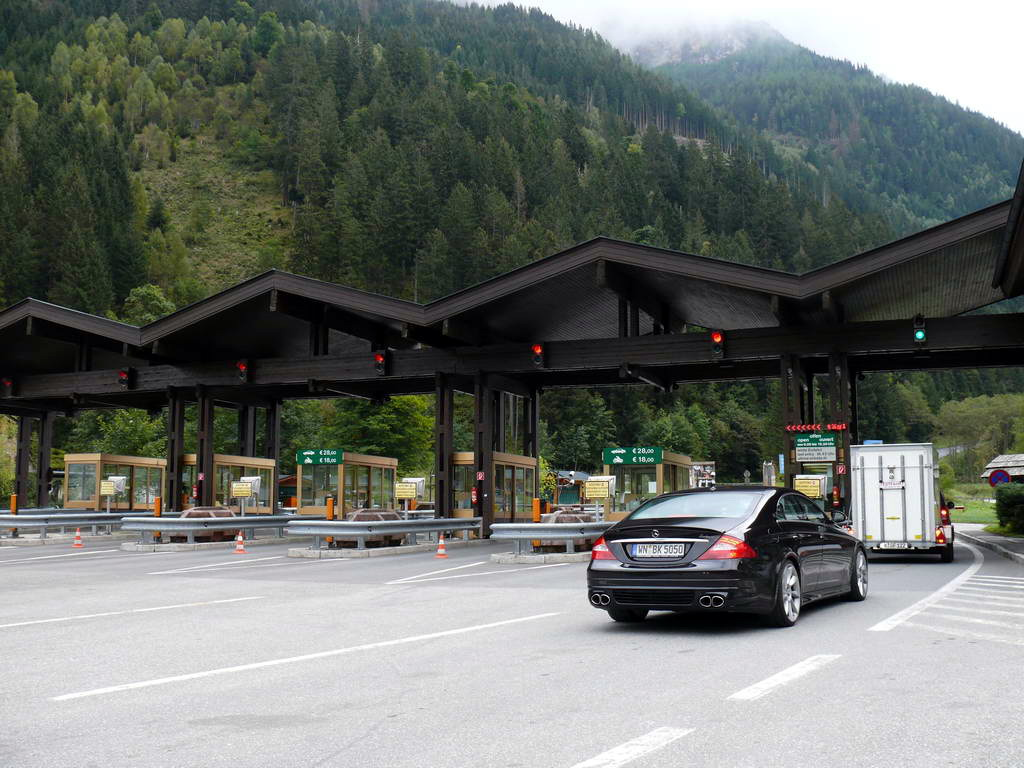
BOT  Ferleiten
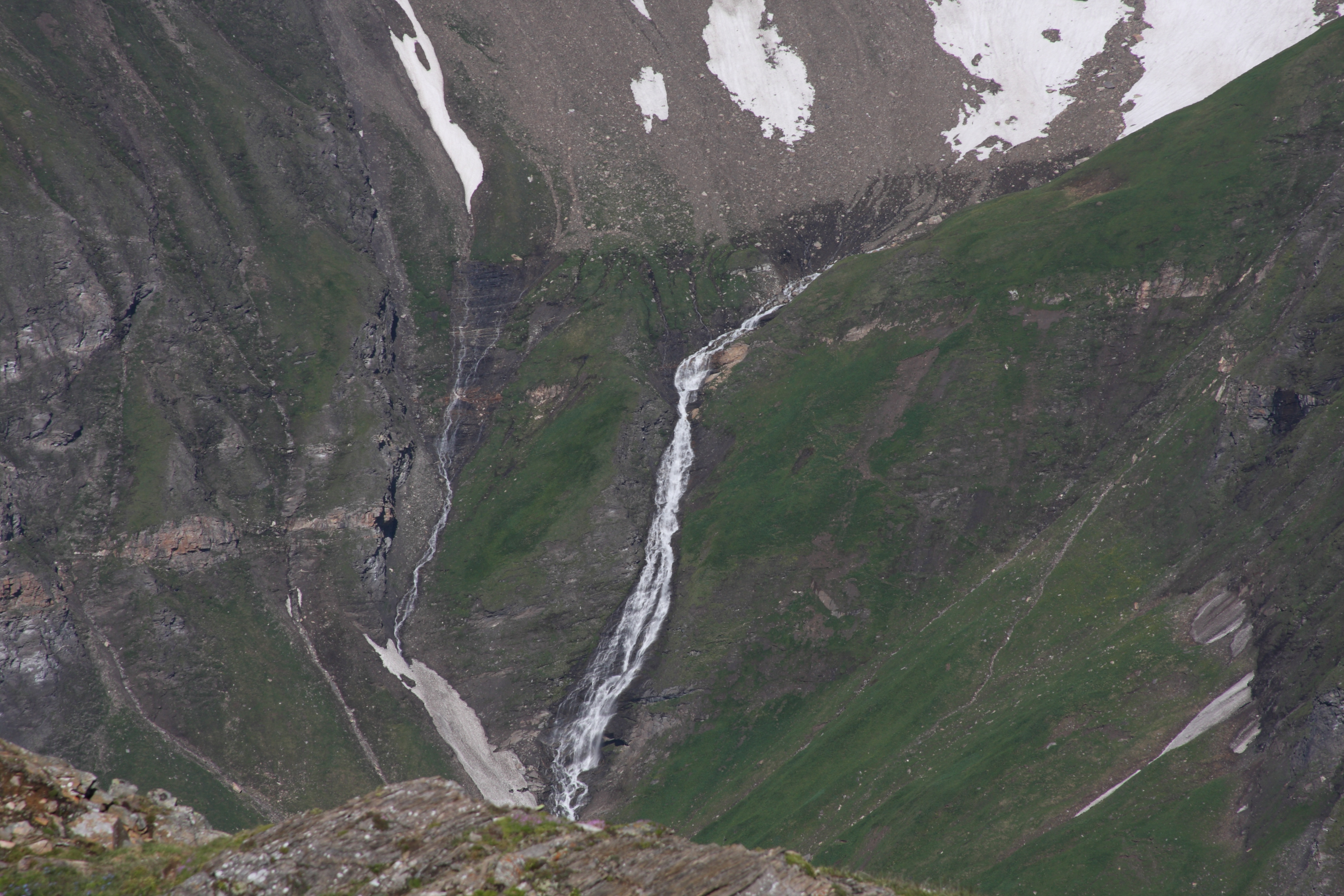
Nhìn về đàng sau Käfertal
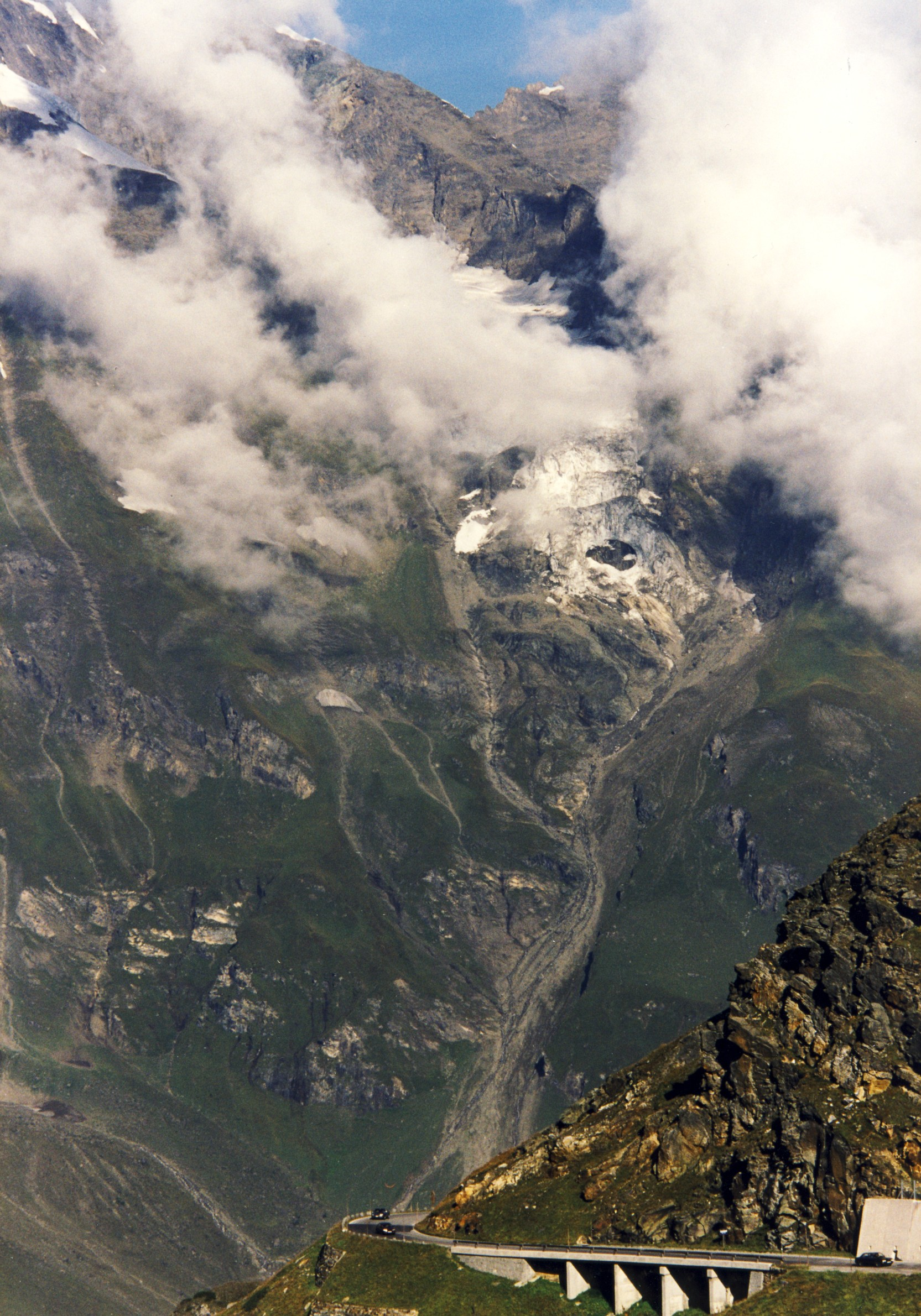
Käfertal từ Wilfried-Haslauer-Haus
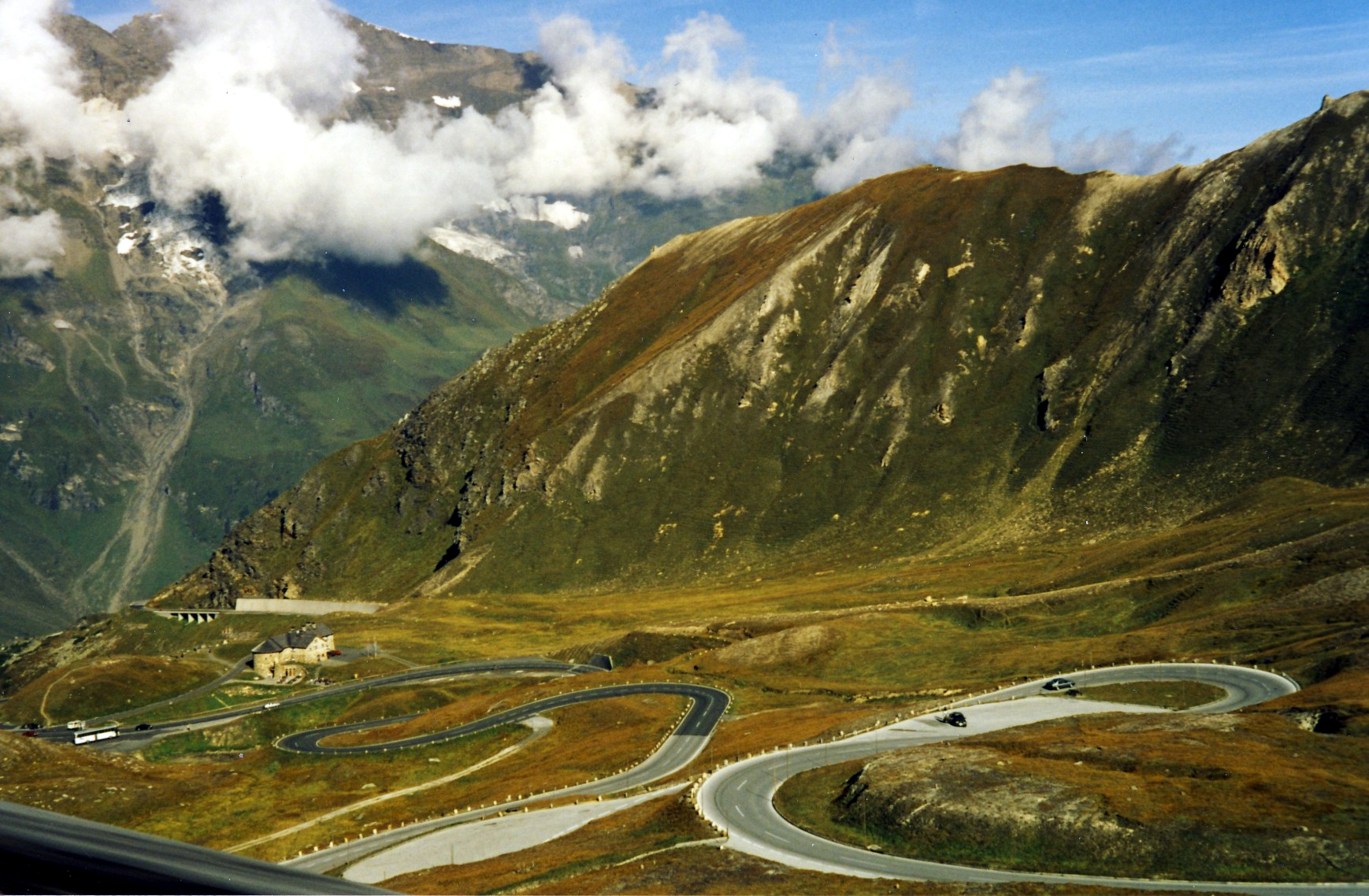
Đường ngoằn ngoèo Oberes Naßfeld với Wilfried-Haslauer-Haus
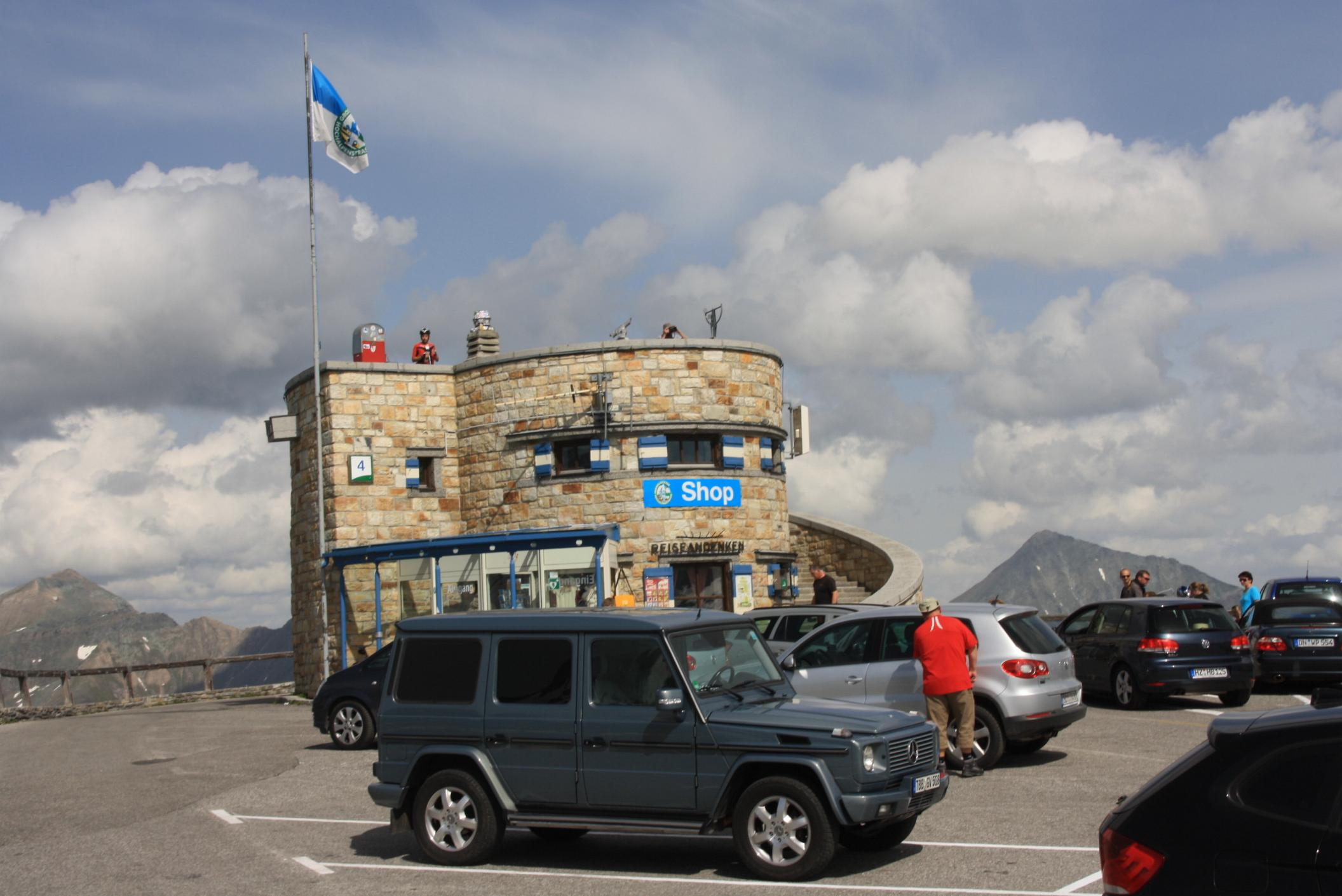
Tháp quan sát từ Edelweißspitze
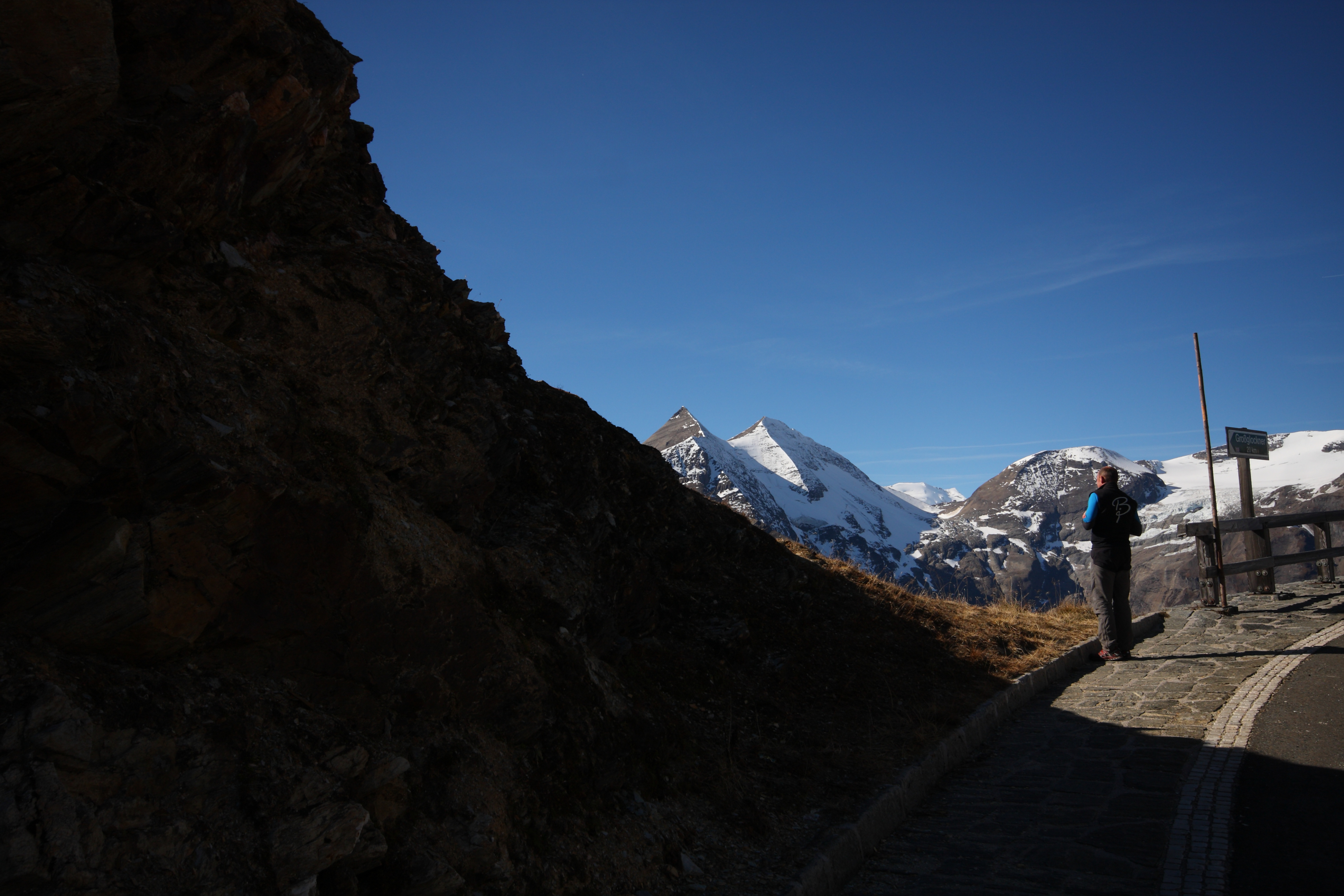
Nhìn từ phía Salzburg ở Fuschertörl
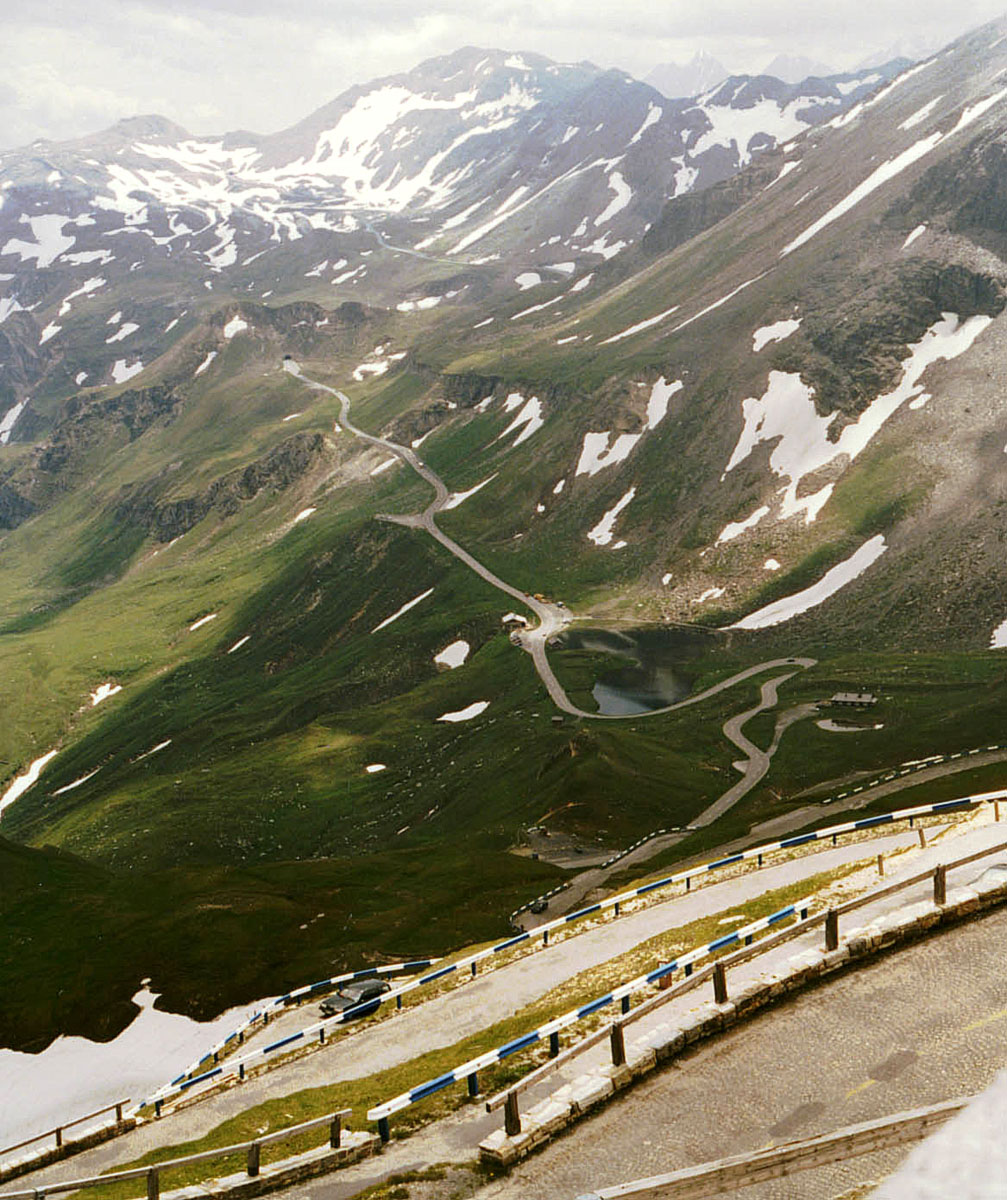
Từ Fuschertörl hướng Mittertörl/Hochtor
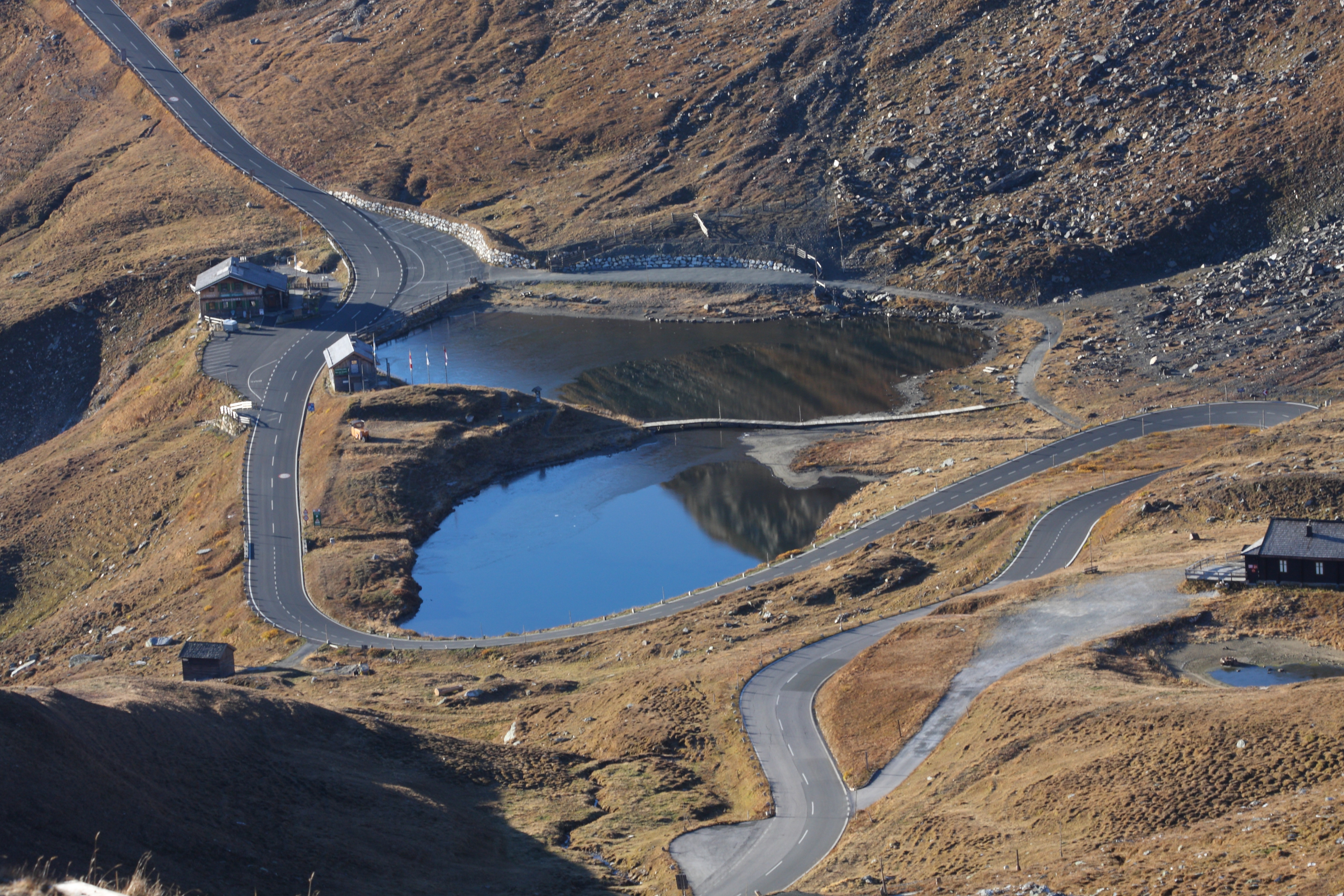
Fuscher Lacke với Mankeiwirt và Straßenwärterhaus
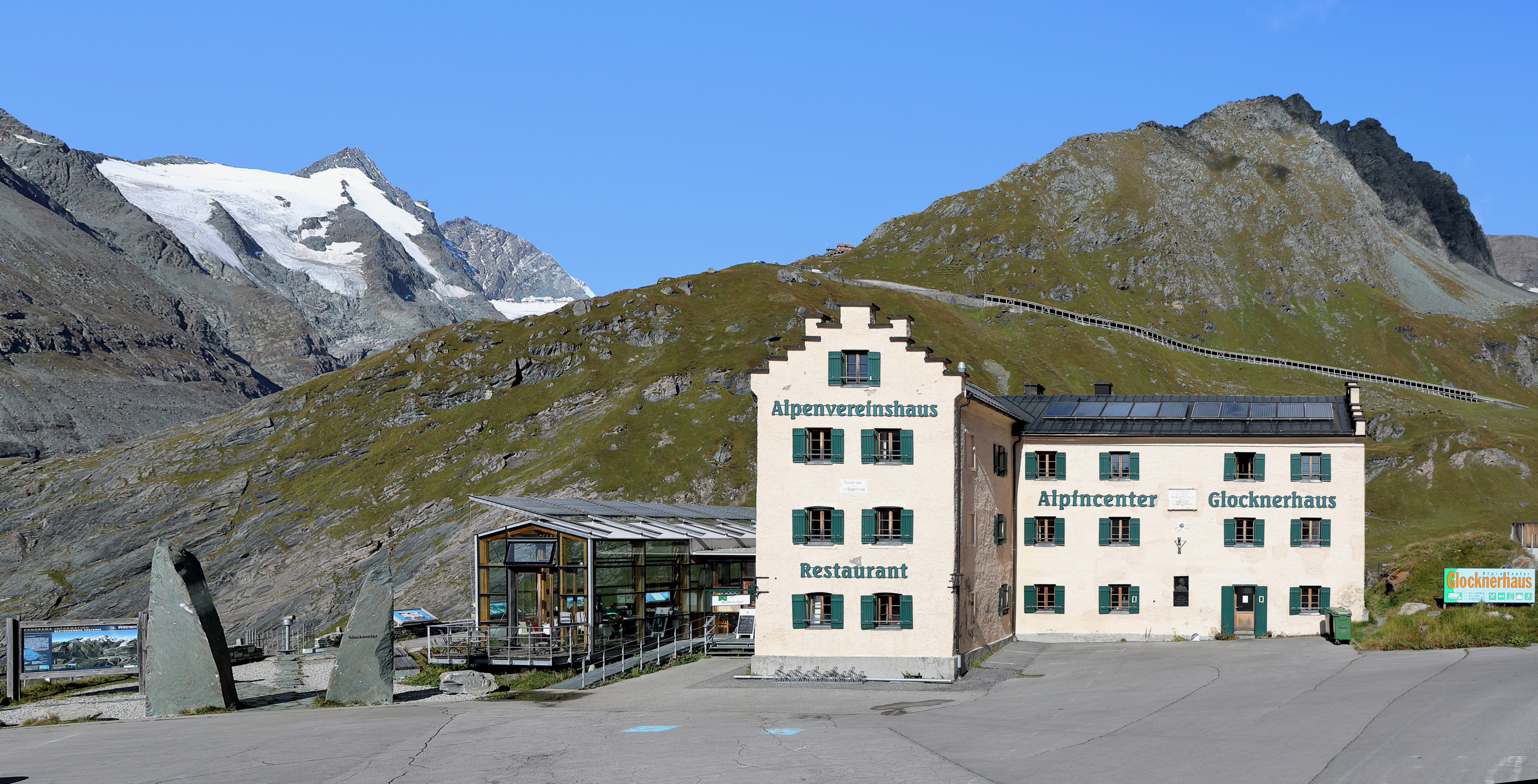
Glocknerhaus với Franz-Josefs-Straße tới Pasterze, đằng sau Großglockner
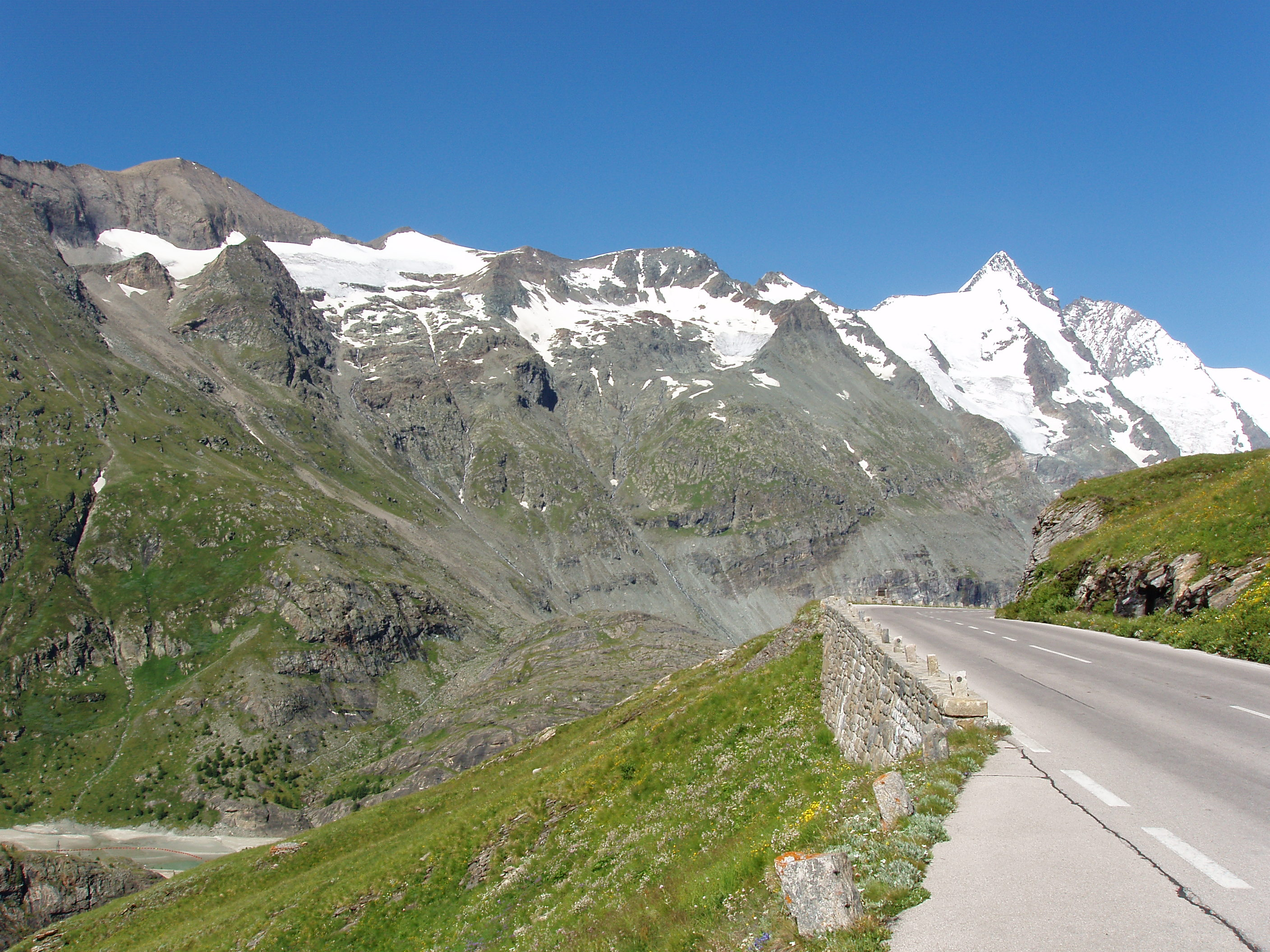
Nhìn từ Schöneck bên đường Gletscherstraße hướng Glockner
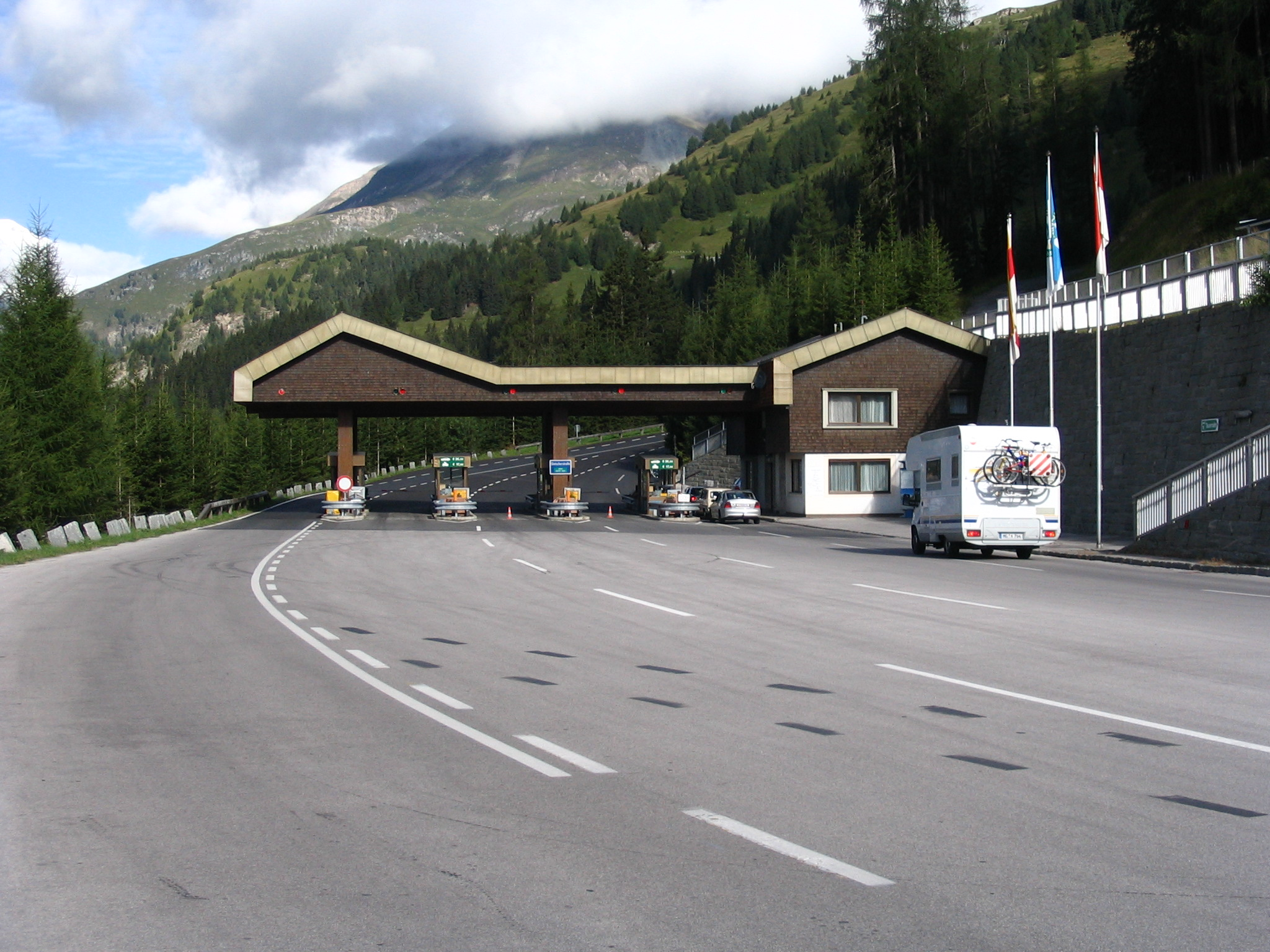
BOT Heiligenblut
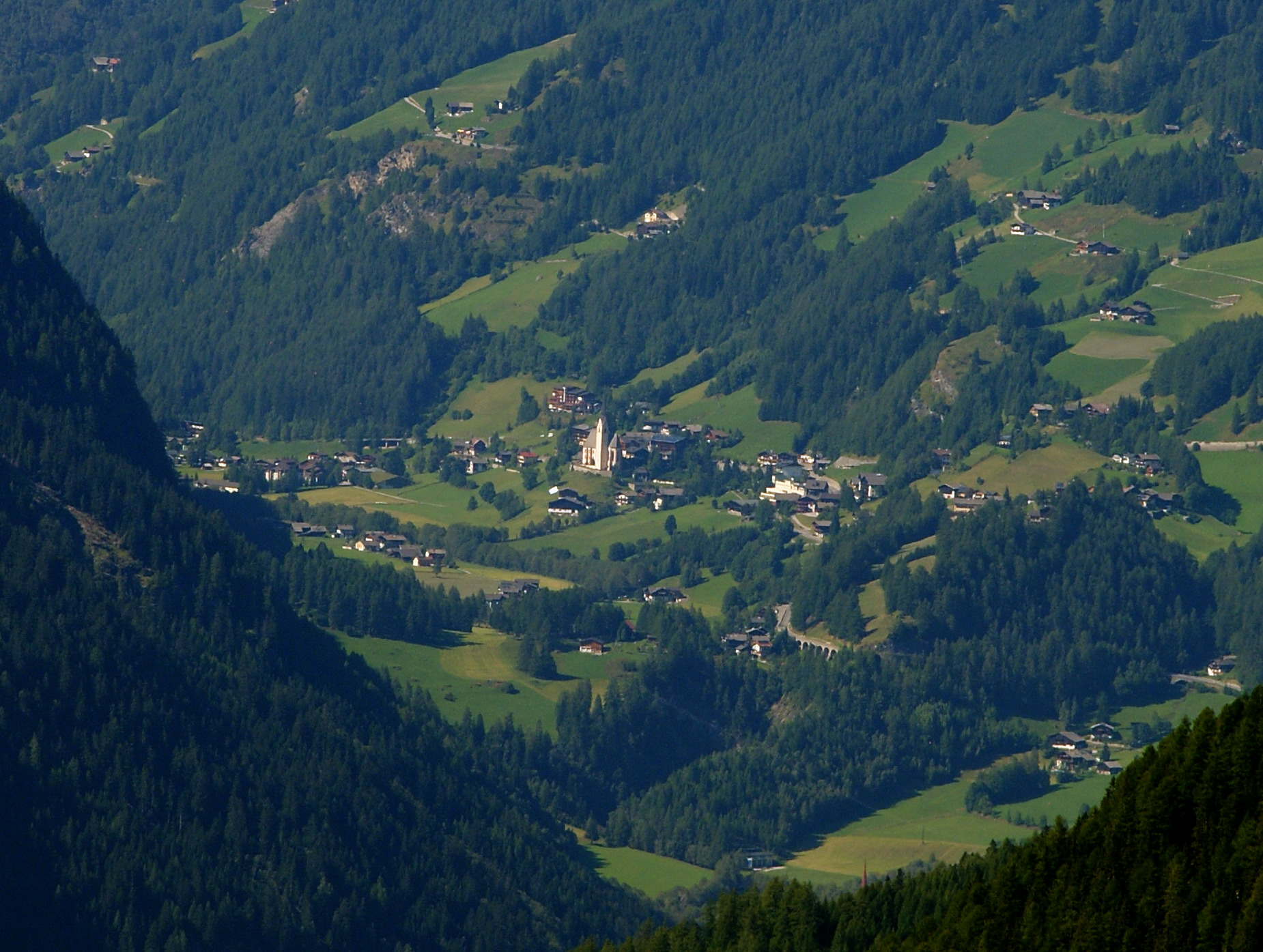
Südrampe, Heiligenblut